# Kepler-452b
Kepler-452b ist ein Exoplanetenkandidat des Sterns Kepler-452, der vom Weltraumteleskop „Kepler“ identifiziert wurde. Die Entdeckung wurde von der NASA am 23. Juli 2015 öffentlich bekannt gegeben. Die Besonderheit der Entdeckung bestand darin, dass Kepler-452b nach Tau Ceti e und Kepler-22b der dritte entdeckte Exoplanet war, der um einen sonnenähnlichen Stern kreist und von dem eine Erdähnlichkeit vermutet wurde. Der Planet wurde 2018 durch eine Studie Mullally et al. auf den Kandidatenstatus zurückgestuft, da eine von Kepler unabhängige Bestätigung bisher fehlt.

## Weitere Einzelheiten
Gemäß den 2015 veröffentlichten Daten soll sich Kepler-452b in der habitablen Zone seines Planetensystems befinden – also in dem Bereich, in dem die Existenz von flüssigem Wasser möglich ist und somit Leben, vergleichbar mit dem auf der Erde, möglich sein könnte. Damit steht er auf der Liste potentiell bewohnbarer Planeten. Er soll einen um etwa 40–80 % größeren Durchmesser als die Erde haben und seine Umlaufzeit 385 Erdentage betragen.
Der Zentralstern ist etwa 1800 Lichtjahre von der Sonne entfernt und ist ihr ähnlich, mit einem nur etwa 10 % größeren Durchmesser und etwas stärkerer Helligkeit. Das System ist mit 6 Milliarden Jahren etwa 1,5 Milliarden Jahre älter als das Sonnensystem.

## Galerie

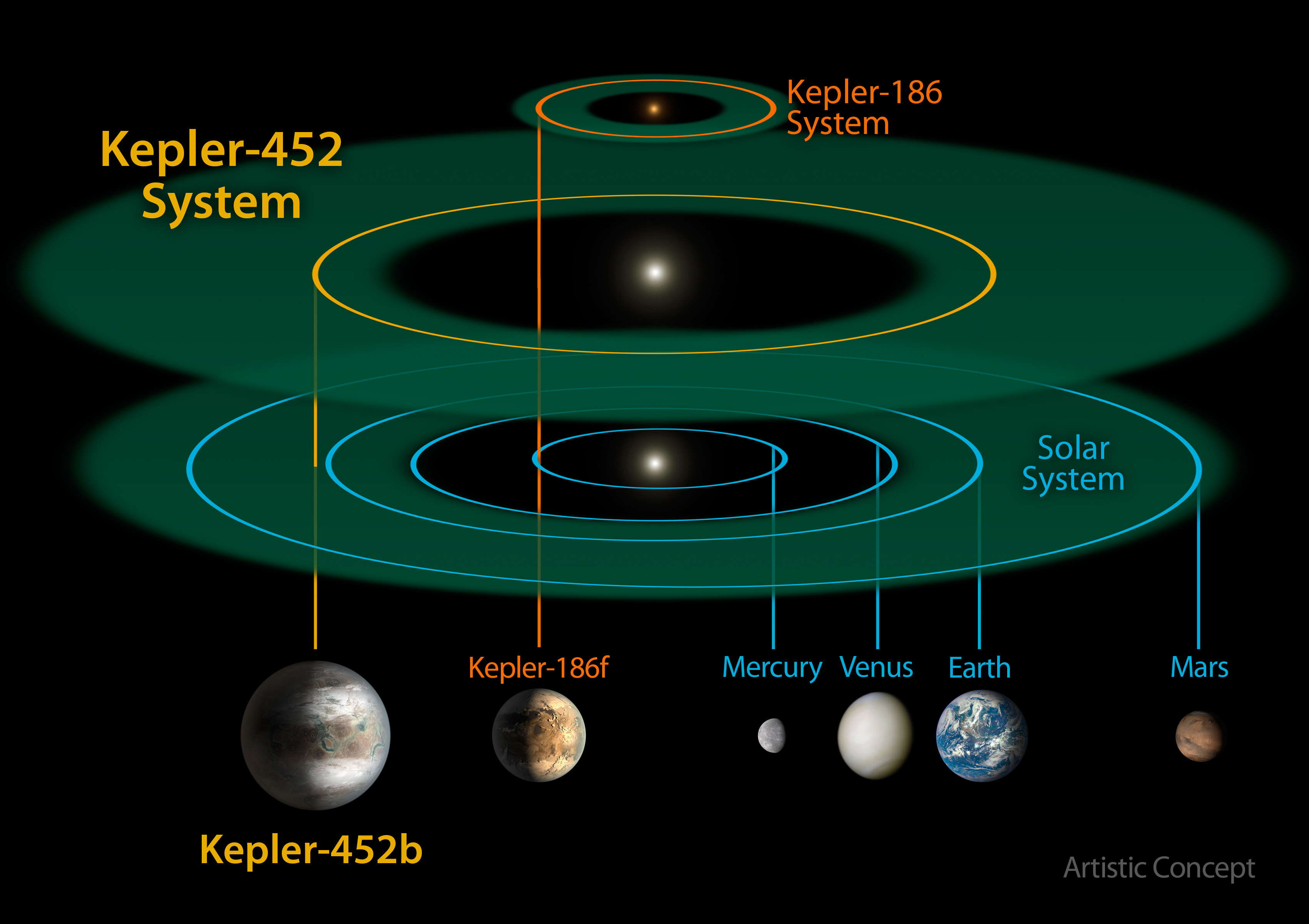
Orbit von Kepler-452b im Kepler-452-System, im Vergleich mit dem inneren Sonnensystem und dem Kepler-186-System sowie deren habitable Zonen
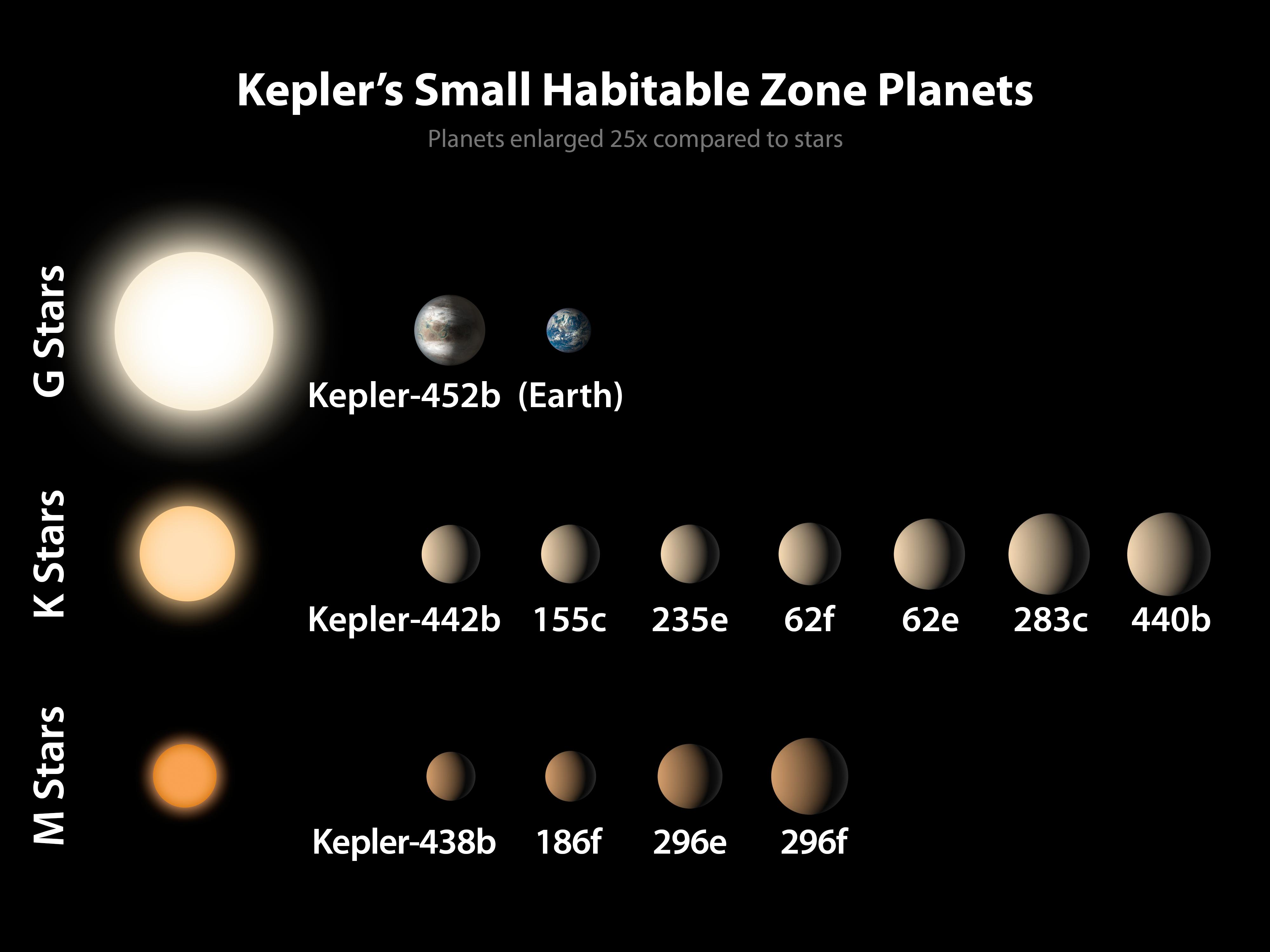
Vergleich von durch das Weltraumteleskop „Kepler“ entdeckten Planeten in der habitablen Zone ihres Sterns
Vergleich von Kepler-452b und anderen Exoplaneten mit der Erde